# بانغويد
بانغويد (بالإنجليزية: Bangued, Abra) هي بلدية في الفلبين في مقاطعة أبرا. يقدر عدد سكانها بـ 43,936 نسمة ومساحتها 105.70 كم2 .